# مصطفی مسلمی
مصطفی مسلمی (فارسی: مصطفی مسلمی؛ زادهٔ ۱ ژانویهٔ ۱۹۵۰) بازیکن فوتبال است.
از باشگاه‌هایی که در آن بازی کرده‌است می‌توان به باشگاه فوتبال استقلال تهران اشاره کرد.
وی همچنین در تیم ملی فوتبال ایران بازی کرده‌است.